# Surproduction
La surproduction désigne généralement une production dépassant la demande des consommateurs, en particulier dans les secteurs où l'élasticité de la demande trop faible ne permet pas une augmentation rapide de la consommation. Elle est parfois accompagnée d'un phénomène de surexploitation des ressources (environnementales notamment).

## Aspects économiques
Dans le modèle économique classique ou de l'économie de marché, la surproduction est réputée pour entraîner une baisse des prix, la fermeture des centres de production les moins compétitifs (apurement du marché), une augmentation du chômage sectoriel et donc une baisse des salaires (si ceux-ci ne sont pas rigides à la baisse). Il s'ensuit une crise économique qui tendra à faire baisser la production jusqu'à ce qu'elle rejoigne la demande et permette ainsi le retour de la croissance.
Les économies modernes tentent d'éviter ces crises cycliques en instaurant des systèmes de régulation. La destruction ou taxation de la surproduction peut aussi être décidée, comme c'est le cas par exemple en Europe pour la surproduction agricole de beurre, lait, etc.
Le phénomène de surproduction intervient surtout dans les secteurs où l'élasticité de la demande est très faible, et où l'ajustement de l'offre est long et coûteux (par exemple, pour des installations industrielles lourdes).

## Dans l'agriculture
L'agriculture, dans la Communauté européenne, est cycliquement victime de surproduction, en partie à cause de la Politique agricole commune (PAC). La mécanisation et la disponibilité et l'utilisation de pesticides et d'engrais de synthèse peu coûteux, produits grâce à un pétrole bon marché a encouragé la surproduction, dans les années 1970/1980 notamment.
La crise de surproduction a précédé et caractérisé la Grande Dépression des années 1930, aux États-Unis et en Europe.
Karl Marx la considère comme cyclique et inhérente au système capitaliste : elle en serait à la fois une conséquence et une condition de développement.

## Dans l'édition
Le phénomène de surproduction touche particulièrement le marché de l'édition, qui accueille chaque année un nombre croissant de mises en vente de livres depuis la fin du XXe siècle. En France, où le marché du livre est la première industrie culturelle, et où l'objet livre bénéficie de la loi relative au prix du livre, dite « Loi Lang » de 1981, qui s'est donné comme objectif « le soutien du pluralisme dans la création et l’édition en particulier pour les ouvrages difficiles », la surproduction éditoriale est devenue un problème sévère, tant sur le plan économique qu'écologique.

Loin d'être une production accrue qui satisferait un appétit grandissant du public et profiterait aux auteurs, la surproduction est reconnue comme problématique par de grands éditeurs eux-mêmes, directeurs de grands groupes éditoriaux, tel Antoine Gallimard, pointant du doigt « cette profusion de l’offre, cette surchauffe du système » qui mène chaque année à des dizaines de millions d'invendus en librairie et à leur destruction au pilon,. Le président du Syndicat national de l'édition Vincent Montagne et le président du Syndicat de la librairie française Xavier Moni lancent eux-mêmes en février 2019 un appel aux professionnels de la chaîne du livre pour endiguer le cercle vicieux de la surproduction en France, mais limitent leur constat à seulement certains secteurs éditoriaux et genres littéraires populaires qui seraient trop prolifiques et noieraient le reste du marché. À cette occasion, un grand acteur de l'édition française confie toutefois sous couvert d'anonymat au quotidien Les Échos : 
« Bien sûr que nous sommes face à une crise de surproduction ! [...] Mais personne n'a intérêt à arrêter le processus car toute la chaîne industrielle du secteur de l'édition - la distribution, la diffusion… - ne vit que de la production de livres. On publie pour nourrir cette chaîne. »
Or, selon les organisations de défense des droits des artistes auteurs, tels que le CAAP, la Charte des auteurs et des illustrateurs jeunesse et la Ligue des auteurs professionnels, cette surproduction est un gouffre financier qui conduit à la paupérisation et la précarisation des auteurs de livres, soit les professionnels des métiers de l'écriture, de l'illustration et de la traduction. C'est ce que vient notamment confirmer le rapport intitulé « L'auteur et l'acte de création », dit « rapport Racine », premier rapport ministériel exclusivement consacré à l'étude des conditions de vie et d'exercice des artistes-auteurs coordonné par le conseiller maître à la Cour des comptes et écrivain Bruno Racine, rendu public début 2020 après une divulgation retardée de plusieurs mois. Mal accueilli par les éditeurs adhérents du SNE, le rapport et ses 23 recommandations pour améliorer la rémunération et les conditions de vie des artistes-auteurs est vivement critiqué par son président Vincent Montagne qui, après avoir dénoncé partiellement les effets pervers d'une certaine surproduction l'année précédente, la défend alors dans la presse comme garante de diversité culturelle dans le paysage éditorial français.

## Alternatives
Les altermondialistes et tenants d'une décroissance de la consommation plaident pour des mécanismes de régulation et d'équité territoriale, sociale et intergénérationnelle afin d'éviter une régulation cyclique et subie des surproductions par les crises.
Les agrocarburants ont parfois été présentés comme l'un des moyens d'utiliser des déchets ou produits produits en excès par l'agriculture, mais cette solution a été à l'origine de polémiques (par exemple, en 2009, le secteur agroalimentaire du Royaume-Uni pourrait être victime du succès des agrocarburants ; selon l'union nationale des agriculteurs britanniques, ce succès pourrait conduire le pays à devoir à nouveau importer du blé, notamment car alors que la demande augmente pour les agrocarburants, la production baisse (recul des surfaces agricoles, appauvrissement et dégradation des sols.. ayant conduit par exemple à une baisse de -23 % de la production entre 2008 et 2009 où seulement 13,9 millions de tonnes ont pu être récoltées), alors que deux nouveaux projets devraient générer une demande supplémentaire de 2,3 millions de tonnes dans ce pays.